# Thawr ibn Yazid
Abu Khalid Thawr ibn Yazid ibn Ziyad al-Kula'i, fallecido en el año 770 d. C., fue un ulema del siglo VIII. Vivió en Jerusalén después de ser expulsado de Homs debido a sus opiniones, dado que había entrado en conflicto con Malik ibn Anas y había sido acusado de pertenecer a la escuela Qadariyya.
Su tumba está en Trípoli, Líbano.